# Блуберри (фильм)
«Блуберри» (англ. Blueberry) — вестерн французского режиссёра Жана Кунена 2004 года с элементами фэнтези.

## Сюжет
Майка Блуберри, непутёвого сына преуспевающих фермеров из Луизианы, отчаявшиеся родители отправляют «на перевоспитание» на Дикий Запад, поработать на ранчо у сурового дяди. Но натура берёт своё, и вскоре юноша сбегает в соседний городок, прихватив с собой денежки неласкового родственника. Здесь Майк находит свою первую любовь в лице смазливой проститутки Мадлен, но встречает неожиданное препятствие со стороны её бывшего возлюбленного Блаунта, тяжело ранящего героя и безжалостно убивающего девушку.
Бесчувственного Майка находят в пустыне местные апачи-чирикауа, отправив на излечение своему шаману Руни, укрывающемуся от мира в расположенных неподалёку Скалистых горах. В тайном подземном убежище старого лекаря Майк не только излечивается телесно, но и преображается духовно, приобретая познания в индейской магии…
Спустя годы повзрослевший Блуберри возвращается в тот самый город, где некогда чуть не лишился жизни. Сделавшись шерифом и успешно борясь с преступниками вместе со своим помощником Джимми Макклуром, он быстро завоёвывает себе авторитет у местных жителей и сердце дочери влиятельного скотовода Грега Салливана Марии, а также легко находит взаимопонимание со спасшими его когда-то от верной гибели индейцами, заслужив от них прозвище Разбитый Нос. А приструнив заезжих авантюристов Прозита и Вудхеда, которые, раздобыв старинный манускрипт и попытавшись проникнуть в горное святилище апачей, едва не разжигают новую войну, он чудом сохраняет в округе мир.
Но когда в городе появляется разыскивающий индейские сокровища таинственный незнакомец, Майк узнаёт в нём бывшего врага, фатальная встреча с которым едва не стала причиной его гибели. Жаждущий мести Блуберри отправляется за вырвавшимся из-под ареста коварным Блаунтом в погоню в недра Скалистых гор. Но, в конечном итоге, так и не совершает там долгожданного возмездия, а находит себе новую любовь и душевный покой…

## В ролях
- Венсан Кассель — Майк Блуберри
  - Хью О’Конор[англ.] — Молодой Майк Блуберри
- Чеки Карио — дядя Майка
- Ваина Джоканте — Мадлен
- Джульетт Льюис — Мария Салливан
- Майкл Мэдсен — Уоллес Себастьян Блаунт
- Эдди Изард — Прозит
- Джимон Хонсу — Вудхед
- Темуэра Моррисон — Руни
- Гильельмо Аревало — Хитсин
- Эрнест Боргнайн — Роллинг Стар
- Колм Мини — Джимми Макклур
- Джеффри Льюис — Грег Салливан
- Николь Хильтц — Лола
- Катери Уолкер — Катрина

## Награды
Режиссёр фильма получил награду «Большая премия» (серебро) в 2004 году на Шведском фантастическом кинофестивале.